# Susan Kilrain
Susan L. Kilrain, född 24 oktober 1961 i Augusta, Georgia, är en amerikansk astronaut uttagen i astronautgrupp 15 den 9 december 1994. 
Den 4 april 1997 blev hon under flygningen STS-83, den andra kvinnliga piloten på en amerikansk rymdfärja. 

## Rymdfärder
- STS-83
- STS-94